# Юзвович, Анджей
Анджей Юзвович (пол. Andrzej Józwowicz; род. 14 января 1965, Боцьки, Польская Народная Республика) — польский прелат и ватиканский дипломат. Титулярный архиепископ Лауриако с 18 марта 2017. Апостольский нунций в Руанде с 18 марта 2017 по 28 июня 2021. Апостольский нунций в Иране с 28 июня 2021. 

## Образование
Рукоположен в священники 14 января 1990 года. 
Изучал философию и богословие в Варшаве. Получил степень доктора канонического и гражданского права в Папском Латеранском Университете. 
В 1997 году окончил Папскую Церковную Академию в Риме.
Кроме родного польского также владеет английским, итальянским, французским, португальским и русским языками.

## Дипломатическая служба
1 июля 1997 года начинает дипломатическую службу Святого Престола. Служил в Мозамбике, Таиланде, Сингапуре, Камбодже, Венгрии, Сирии и Иране.
В 2012 году назначен Советником Апостольской Нунциатуры в Российской Федерации.
18 марта 2017 года Папа Римский Франциск назначил архиепископа Юзвовича Апостольским нунцием в Руанде.
28 июня 2021 года Его Святейшество Папа Франциск назначил архиепископа Юзвовича Апостольским нунцием в Иране.